# Tom Clancy’s Jack Ryan/Staffel 3

Die dritte Staffel der US-amerikanischen Actionthriller-Fernsehserie Tom Clancy’s Jack Ryan besteht aus acht Episoden und erschien am 21. Dezember 2022 bei Amazon Prime Video.

## Episoden
| Nr. (ges.) | Nr. (St.) | Deutscher Titel       | Originaltitel       | Regie                          | Drehbuch               |
| ---------- | --------- | --------------------- | ------------------- | ------------------------------ | ---------------------- |
| 17         | 1         | Das Sokol-Projekt     | Falcon              | Jann Turner                    | Vaun Wilmott           |
| 18         | 2         | Auf der Flucht        | Old Haunts          | Jann Turner                    | Amy Berg               |
| 19         | 3         | Wolfsjagd             | Running With Wolves | Jann Turner                    | Jennifer Kennedy       |
| 20         | 4         | Wächter unseres Todes | Our Death’s Keeper  | Jann Turner                    | Dario Scardapane       |
| 21         | 5         | Freunde und Feinde    | Druz’ya i Vragi     | Kevin Dowling                  | Marc Halsey & Amy Berg |
| 22         | 6         | Geister               | Ghosts              | Kevin Dowling & David Petrarca | Amy Berg               |
| 23         | 7         | Die Stunde der Falken | Moscow Rules        | Kevin Dowling & David Petrarca | Dario Scardapane       |
| 24         | 8         | Am Abgrund            | Star on the Wall    | Jann Turner                    | Vaun Wilmott           |